# Aischtalradweg
Der Aischtalradweg ist ein 137 Kilometer langer Radwanderweg in Mittel- und Oberfranken. Er verbindet Rothenburg ob der Tauber mit Bamberg. Der Weg verläuft durch das Tal der Aisch. Teilweise nutzt er als Bahntrassenradweg die Strecke der stillgelegten Aischtalbahn.

## Strecke

### Profil und Charakteristika
Der Aischtalradweg verläuft mit wenigen Ausnahmen immer auf ausgebauten, asphaltierten Radwegen oder Flur- bzw. Waldwegen. Lediglich die ersten 20 Kilometer ab Rothenburg ob der Tauber weisen Steigungen beim Naturpark Frankenhöhe auf. Ansonsten hat der Radweg keine größeren Steigungen und ist leicht befahrbar. Die Wege sind ausgeschildert.
Die Aischtalbahn wurde Mitte der 1990er Jahre endgültig stillgelegt. Die Schienen wurden abgebaut. Auf Teilen der alten Trasse verläuft heute der Aischtalradweg.

### Varianten
Bei Höchstadt an der Aisch kann die Tour zunächst entlang der Aisch und später am Main-Donau-Kanal bis Bamberg fortgesetzt werden (102 km). Alternativ kann die Tour über Hausen und Forchheim am Main-Donau-Kanal bis Bamberg fortgesetzt werden (137 km). Die Strecke von Höchstadt nach Forchheim folgt dabei grob der ebenfalls stillgelegten Hirtenbachtalbahn.

### Verlauf und Anschlüsse
- Rothenburg ob der Tauber, Anschluss an den Taubertalradweg, den Main-Tauber-Fränkischen Rad-Achter, den Altmühltalradweg, den Bibertalradweg, den Radweg Burgenstraße, die Romantische Straße[2] und über den Gaubahn-Radweg zum Main-Radweg bei Ochsenfurt
  - Schweinsdorf
  - Hartershofen
  - Steinach an der Ens
  - Steinach bei Rothenburg ob der Tauber
- Burgbernheim
  - Marktbergel
  - Urfersheim
- Bad Windsheim, Kurstadt
  - Lenkersheim
  - Oberndorf
- Ipsheim
  - Altheim
  - Schauerheim

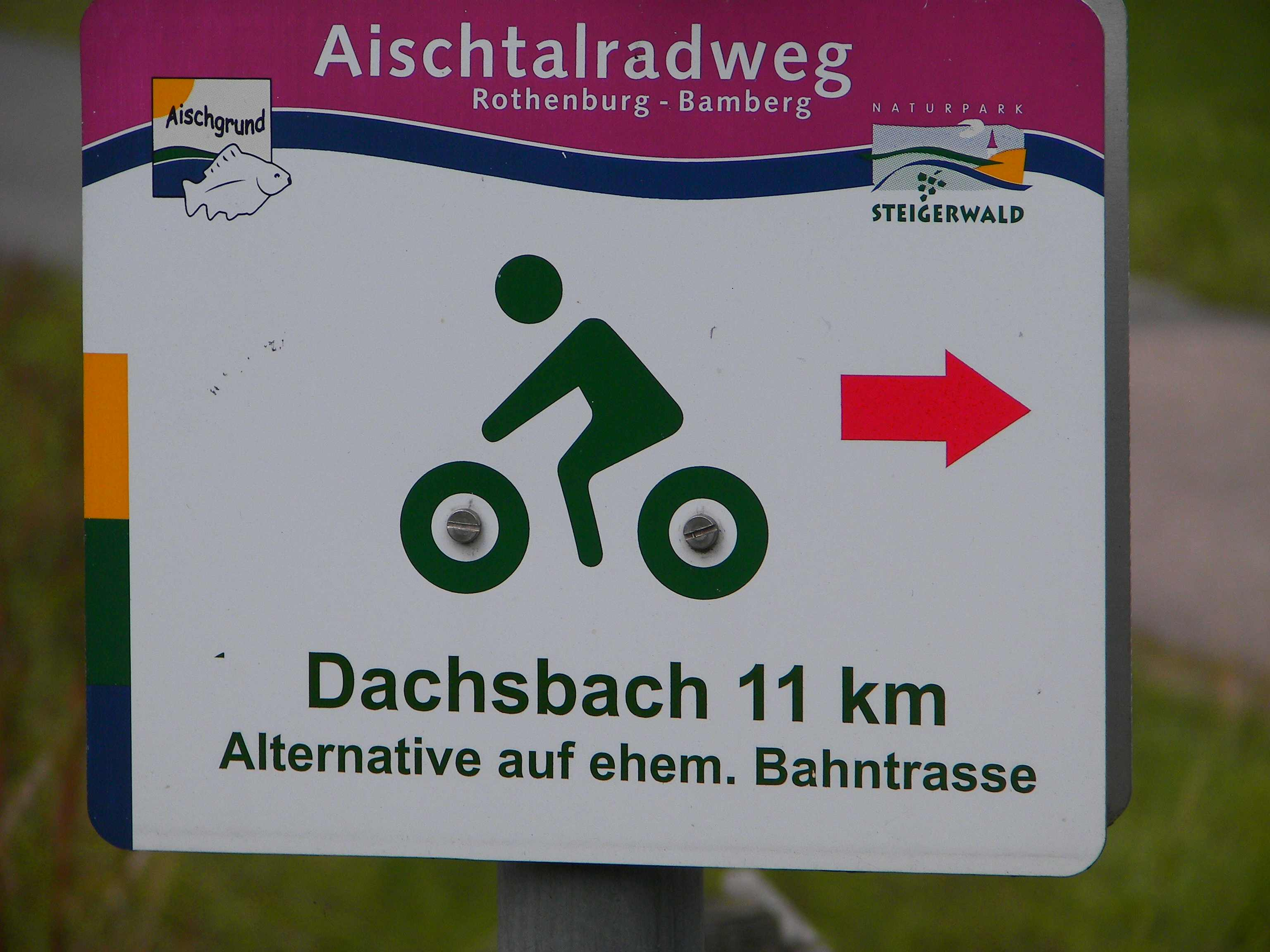
Hinweisschild für den Aischtalradweg

- Neustadt an der Aisch, Anschluss über den Main-Aisch-Radweg zum Main-Radweg bei Kitzingen[2]
  - Diespeck
  - Bruckenmühle
  - Gutenstetten
  - Reinhardshofen
  - Rappoldshofen
  - Eckenhof
  - Gerhardshofen
  - Dachsbach
  - Demantsfürth
  - Voggendorf
  - Weidendorf
  - Sterpersdorf
  - Greiendorf

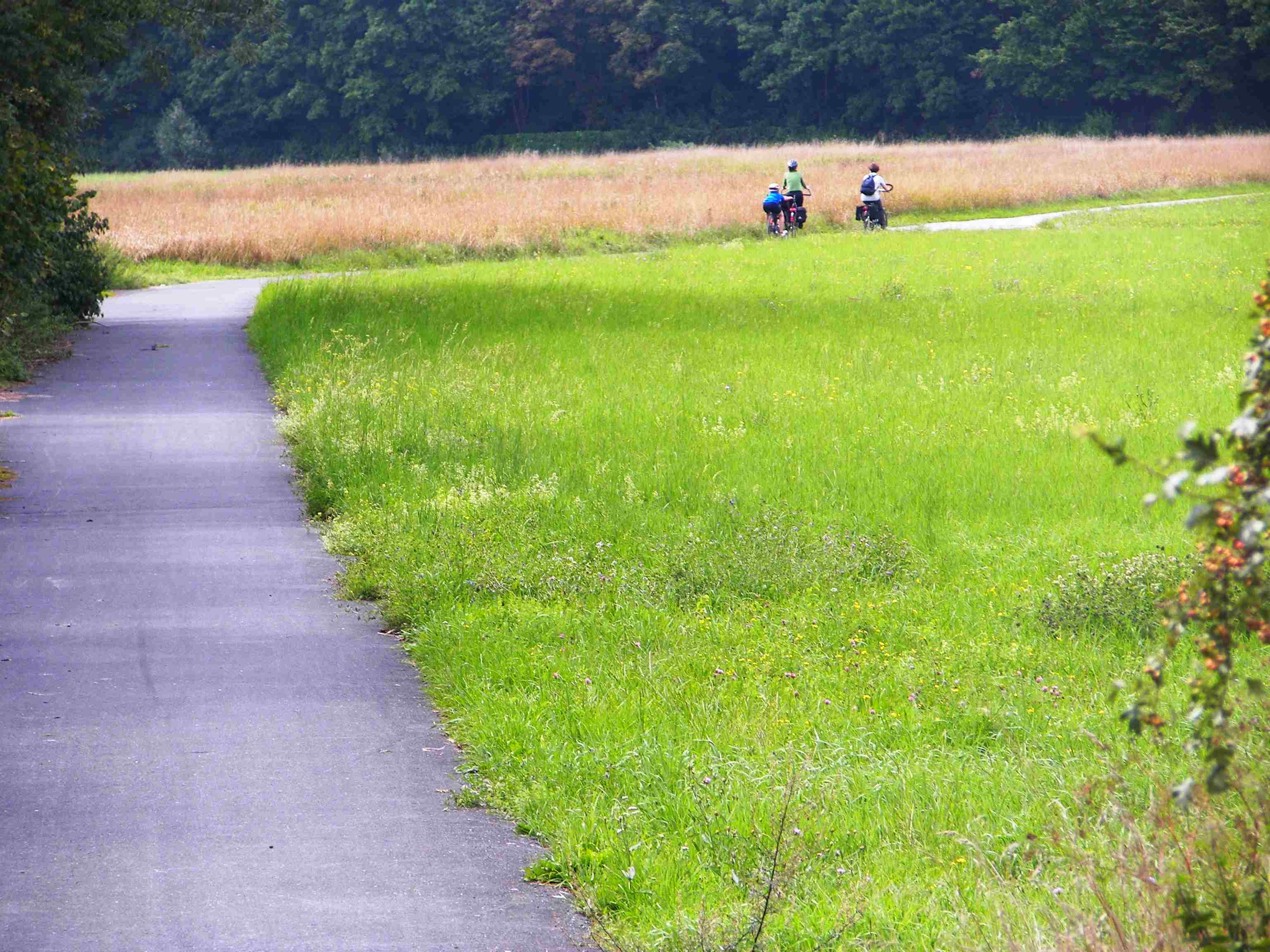
Der Aischtalradweg bei Adelsdorf

- Höchstadt an der Aisch, Alternativroute über Hausen und Forchheim bis Bamberg
  - Medbach
  - Nainsdorf
  - Adelsdorf
  - Aisch
  - Uttstadt
  - Lauf
  - Haid
  - Willersdorf
  - Hallerndorf
  - Trailsdorf
  - Seußling
  - Altendorf am Main-Donau-Kanal
  - Hirschaid
  - Strullendorf
  - Gereuth
- Bamberg, Domstadt, Anschluss zum Main-Radweg[2]